# Kanton Bellegarde
Kanton Bellegarde (francouzsky Canton de Bellegarde) je francouzský kanton v departementu Loiret v regionu Centre-Val de Loire. Tvoří ho 12 obcí.

## Obce kantonu
- Auvilliers-en-Gâtinais
- Beauchamps-sur-Huillard
- Bellegarde
- Chapelon
- Fréville-du-Gâtinais
- Ladon
- Mézières-en-Gâtinais
- Moulon
- Nesploy
- Ouzouer-sous-Bellegarde
- Quiers-sur-Bézonde
- Villemoutiers